# Percy Newberry

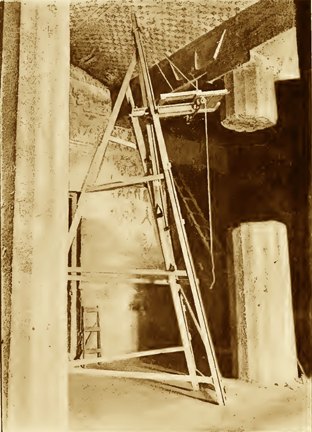
Fotografia scattata da Percy Newberry nel 1891 durante gli scavi nella tomba del nomarca Amenemhat a Beni Hasan.

Percy Edward Newberry (Londra, 23 aprile 1869 – Godalming, 7 agosto 1949) è stato un egittologo britannico.

## Biografia

### I primi studi
Figlio di Caroline Wyatt e del grossista di lana Henry James Newberry, si dedicò fin da giovane alla botanica e alla geologia rivelandosi anche un ottimo artista. Studiò a Londra, prima alla King's College School e poi al King's College London.

### L'egittologia
Nel 1884, su invito di Reginald Stuart Poole che l'aveva fondato due anni prima, cominciò a lavorare agli aspetti amministrativi dell'Egypt Exploration Fund, per passare poi, dal 1886, a gestire direttamente le sue ricerche di egittologia. Nel 1891 si recò in Egitto con una spedizione del British Museum portando con sé il sedicenne Howard Carter, di cui aveva potuto apprezzare le capacità artistiche, in qualità di disegnatore e acquerellista delle pitture tombali e degli altri reperti archeologici. Qui condusse gli scavi delle necropoli di Beni Hasan e di Deir el-Bersheh fino al 1894 e operò poi per una decina d'anni (1895-1905) in altri siti archeologici egiziani.
In seguito lavorò per parecchie stagioni con la spedizione di Carter finanziata da lord Carnarvon, che portò nel 1922 alla scoperta della tomba inviolata del faraone bambino Tutankhamon nella Valle dei Re (la tomba KV62). Suo particolare interesse fu lo studio delle specie botaniche rinvenute nella tomba nonché, unitamente alla moglie Essie, il recupero dei materiali tessili, ivi compreso il grande "lenzuolo" di lino che ricopriva gli scrigni in legno dorato che, a loro volta, racchiudevano i sarcofaghi antropomorfi di Tutankhamon e la sua mummia. Gli esiti dei suoi studi vennero riportati nel secondo volume del The tomb of Tutankhamen di Carter.
Professore di egittologia (dal 1906 al 1919) e honorary reader in arte egizia (dal 1919 al 1949) all'Università di Liverpool, fu anche fellow al King's College London (dal 1908 al 1949) e professore di storia antica ed archeologia all'Università del Cairo (dal 1929 al 1933). Negli anni quaranta donò tutti i propri documenti personali, corrispondenza e collezione tessile comprese, al Griffith Institute presso l'Università di Oxford consacrato agli studi di egittologia; cedette invece la sua raccolta specialistica di libri all'allora  Biblioteca di egittologia dell'Università di Cambridge.

### Il collezionismo tessile
Con un paziente e attento lavoro di ricerca, acquisto e raccolta di esemplari durato circa una trentina d'anni all'inizio del Novecento, i coniugi Newberry riunirono una pregevole collezione di frammenti tessili di varie epoche dal X al XIX secolo. Ereditato in qualche modo quello specifico interesse dall'attività paterna e sollecitato dalle istanze "anti-industriali" dell'Arts and Crafts Movement diffuse soprattutto fra gli intellettuali di fine Ottocento, l'egittologo e la sua seconda moglie, Essie Winifred Johnston (1878-1953) che ne condivise la passione, costituirono la parte più sostanziosa della loro collezione durante gli anni passati in Egitto visitando "per compere" i mercati del Cairo e di Alessandria d'Egitto.
La collezione Newberry, trasferita nel 1946 all'Ashmolean Museum di Oxford, è costituita da ampi volumi in folio che custodiscono oltre 2 000 pezzi ordinati in base al loro disegno e alla tecnica di lavorazione e corredati da varie annotazioni manuali sulla loro origine storica e geografica. Si compone di due sezioni principali: circa 1 200 frammenti di tessuti di cotone provenienti dall'India e un migliaio di ricami islamici di origine perlopiù egiziana; altri ricami della collezione Newberry di provenienza greca, nordafricana e asiatica sono conservati nella Whitworth Art Gallery di Manchester e, in piccola parte, all'Embroiderers' Guild.

## Pubblicazioni
- (EN)  Beni Hasan, Londra, Egypt Exploration Fund - Kegan Paul, Trench, Trübner & Company, 1893, 4 voll. (con G. Willoughby Fraser, Howard Carter et al.).
- El Bersheh, Archaeological survey of Egypt, 3rd memoir, Londra, Egypt Exploration Fund, 1895.
- The life of Rekhmara, Westminster, Archibald Constable, 1900.
- A short history of ancient Egypt, Londra, Archibald Constable, 1904. (with John Garstang)
- (EN)  Scarabs. An introduction to the study of Egyptian seals and signet rings (con 44 tavole e 116 illustrazioni), Londra, Constable & Company, 1906.
- Scarab-shaped seals, Catalogue général des antiquités égyptiennes du Musée du Caire, v. 32, Londra, A. Constable and Co., 1907.
- The Timins collection of ancient Egyptian scarabs and cylinder seals, Londra, Archibald Constable, 1907.
- Egypt as a field for anthropological research, Washington, 1925.
- (EN)  Funerary statuettes and model sarcophagi, Il Cairo, Imprimerie de l'Institut français d'archéologie orientale, 1930, 3 voll.